# Distrikt Vista Alegre (Rodríguez de Mendoza)
Der Distrikt Vista Alegre liegt in der Provinz Rodríguez de Mendoza in der Region Amazonas in Nord-Peru. Der Distrikt wurde am 31. Oktober 1932 gegründet. Er besitzt eine Fläche von 861 km². Beim Zensus 2017 wurden 3299 Einwohner gezählt. Im Jahr 1993 lag die Einwohnerzahl bei 181, im Jahr 2007 bei 1371. Sitz der Distriktverwaltung ist die 1497 m hoch gelegene Ortschaft Vista Alegre mit 360 Einwohnern (Stand 2017). Vista Alegre befindet sich 35 km nordöstlich der Provinzhauptstadt Mendoza.

## Geographische Lage
Der Distrikt Vista Alegre befindet sich in den östlichen Ausläufern der peruanischen Zentralkordillere im Nordosten der Provinz Rodríguez de Mendoza. Der Distrikt erstreckt sich über das obere Einzugsgebiet des Río Tonchima (Oberlauf: Río Salas). Dieser durchquert das Areal in östlicher Richtung. Im Westen wird das Areal von dem Höhenzug der Cordillera Pishcohuanuna begrenzt. Im Nordosten wird das Gebiet von einem weiteren Höhenkamm begrenzt, welcher die Wasserscheide zum Oberlauf des Río Mayo bildet.
Der Distrikt Vista Alegre grenzt im Südwesten an die Distrikte Omia, San Nicolás und Mariscal Benavides, im Westen an die Distrikte Molinopampa und Granada (beide in der Provinz Chachapoyas), im Nordwesten an den Distrikt Awajún (Provinz Rioja), im Nordosten und im Osten an die Distrikte Nueva Cajamarca, Elías Soplín Vargas, Rioja, Yorongos und Soritor (alle in der Provinz Rioja) sowie im Südosten an den Distrikt Alto Saposoa (Provinz Huallaga).

## Ortschaften
Neben dem Hauptort gibt es im Distrikt folgende größere Ortschaften:
- El Dorado
- Nuevo Jaén (285 Einwohner)
- Nuevo Omia
- Salas (497 Einwohner)